# 小叶蹄盖蕨
小叶蹄盖蕨（学名：Athyrium leiopodum）为蹄盖蕨科蹄盖蕨属下的一个种。

## 扩展阅读
- 維基物種上的相關：小叶蹄盖蕨